# Castillejo de Mesleón
Castillejo de Mesleón è un comune spagnolo di 143 abitanti situato nella comunità autonoma di Castiglia e León.